# William McArthur
William Surles McArthur , Jr., detto Bill (Laurinburg, 26 luglio 1951), è un ex astronauta statunitense.